# Yoro (Mali)
Pour les articles homonymes, voir Yoro.
Yoro est une localité et une commune rurale du Mali de l'arrondissement de Diankabou, dans le cercle de Koro et la région de Bandiagara. 

## Villages
La commune s'étend sur 9 localités relevées lors du recensement général de 2009. 
Les villages les plus peuplés sont :
- Yoro (9 997 habitants)
- Guiri (2 632 habitants)
- Gangafani 2 (1 279 habitants)
- Koutaka (1 237 habitants)